# David (Verrocchio)

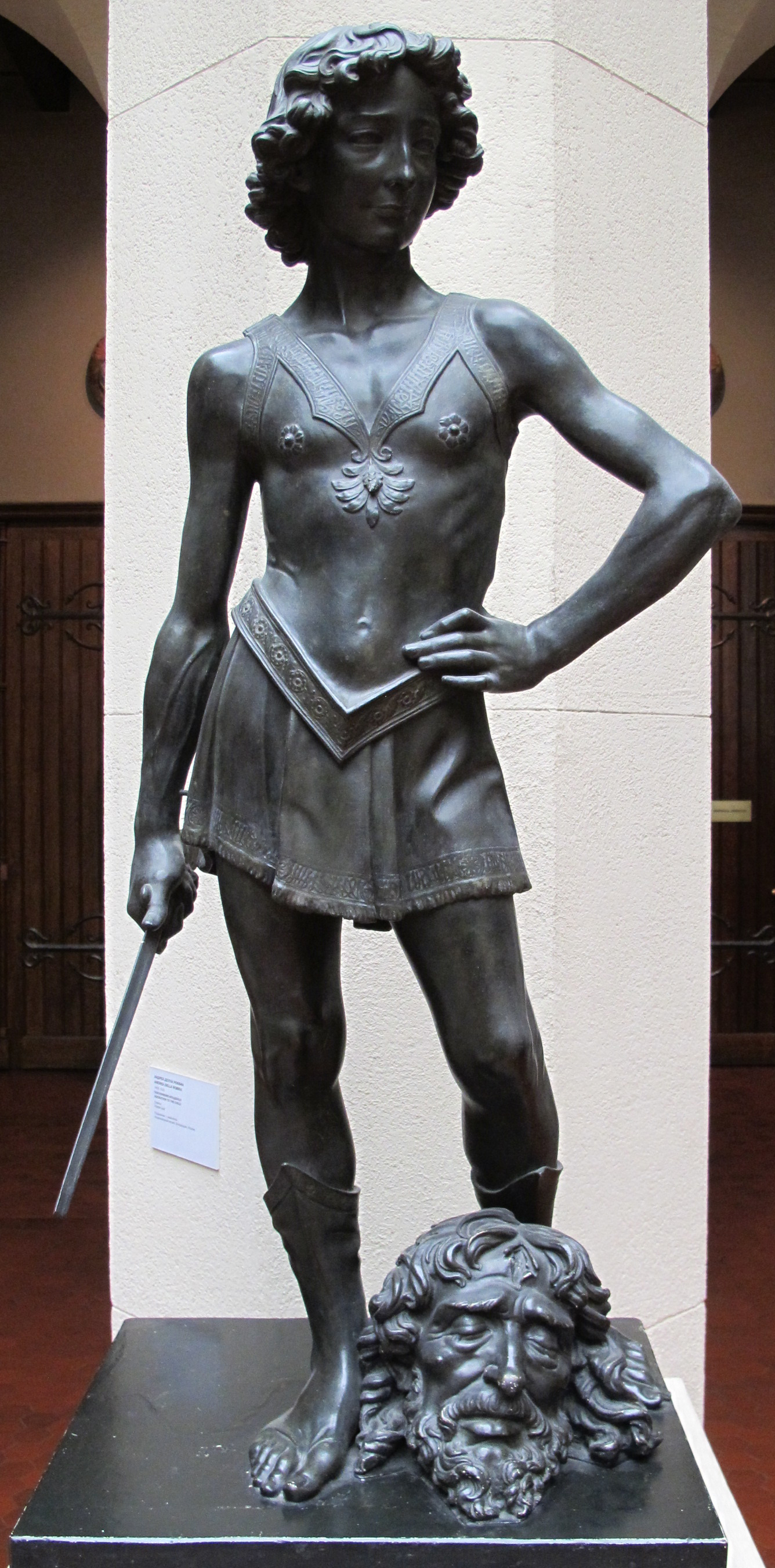
Replica del Museo Pushkin di Mosca

Il David di Verrocchio è una scultura bronzea (altezza 126 cm), databile al 1472-1475 e conservata nel Museo del Bargello a Firenze.

## Storia
L'opera è ricordata tra quelle eseguite dall'artista per i Medici, in particolare i fratelli Lorenzo e Giuliano, nell'elenco redatto da Tommaso Verrocchi nel 1495. Citato da Vasari, che lo riferiva al periodo successivo al soggiorno a Roma dell'artista (inizio degli anni settanta del quattrocento), venne acquistato nel 1476 dalla Signoria di Firenze, ponendo il termine ante quem.
Agli inizi del Seicento confluì nelle raccolte granducali degli Uffizi e verso il 1870 venne destinato, con la maggior parte delle sculture rinascimentali, al nascente Museo nazionale del Bargello.

## Descrizione e stile
Il David aveva come illustre precedente quello bronzeo di Donatello (1440 circa), al quale l'artista si ispirò distaccandosi però dal modello anche sostanzialmente. La figura dell'eroe biblico non è più nuda, ma abbigliata come un adolescente paggio cortese, dall'idealizzata e goticizzante bellezza che rimanda piuttosto alle opere di Lorenzo Ghiberti.
Con la testa del gigante Golia ai piedi, Davide si erge vittorioso con una posa fiera ed elegante, dolcemente ancheggiante sulla destra, bilanciata dal braccio appoggiato in vita e dalla testa girata a sinistra. Nel braccio destro invece tiene la spada, che scarta verso l'esterno. Lo spazio viene quindi occupato in maniera complessa e sollecita molteplici punti di vista da parte dello spettatore.
Lo sguardo è sfuggente, rivolto vagamente di lato, e con il sorriso appena abbozzato genera una sfumatura espressiva di spavalderia adolescenziale, che testimonia un inedito interesse verso le sottigliezze psicologiche.
Il modellato dolce ed esatto anatomicamente e la soffusa psicologia furono elementi che Verrocchio trasmise al suo più illustre allievo, Leonardo da Vinci: si ritiene verosimile l'ipotesi che nelle fattezze del David sia stato ritratto proprio Leonardo da giovane.